# Sysselmesteren på Svalbard
Sysselmesteren på Svalbard (tidligere Sysselmannen på Svalbard) er den norske regerings øverste repræsentant på ø-gruppen Svalbard, og har samme myndighed som en Fylkesmann. Sysselmesteren på Svalbard er også politimester og Notarius publicus, og har desuden en række andre offentlige funktioner jf. § 5 i Svalbardloven.
Indtil 1. januar 1995 havde Sysselmannen på Svalbard også det administrative ansvar for Jan Mayen, men Fylkesmannen i Nordland overtog dette hverv.
Den 1. juli 2021 forandredes navnet fra Sysselmann til det kønsneutrale Sysselmester.

## Liste over Sysselmenn på Svalbard
- Edvard Lassen, konstitueret sysselmann (7. august 1925–4. september 1925)
- Johannes Gerckens Bassøe[2][3] (4. september 1925–24. juni 1932)
  - Wolmer Tycho Marlow, kst. overvintrende sysselmann (24. juni 1932–1. juli 1933)
- Johannes Gerckens Bassøe (1. juli 1933–1. juli 1935)
  - Helge Ingstad, kst. fuldmægtig (28. juli 1933–1. september 1935)
- Wolmer Tycho Marlow (1. september 1935–1. juli 1942)
- Håkon Balstad (7. september 1945–1956)
- Odd Birketvedt (1956–1960)
- Finn Backer Midbøe (1960–1963)
- Tollef Landsverk (1963–1967)
- Stephen Stephensen (1967–1970)
- Frederik Beichmann (1970–1974)
- Leif T. Eldring (1974–1978)
- Jan S. Grøndahl (1978–1982)
- Carl A. Wendt (1982–1986)
- Leif T. Eldring (1986–1991)
- Odd E. Blomdal (1991–1995)
- Ann-Kristin Olsen (1995–1998)
- Morten Ruud (1998–2001)
- Odd Olsen Ingerø (2001–ca. februar 2005)
- Sven Ole Fagernæs (konstitueret februar 2005–september 2005)
- Per Sefland (1. oktober 2005–15. september 2009)
- Odd Olsen Ingerø (15. september 2009–15. september 2015)
- Kjerstin Askholt (15. september 2015–2021)

## Liste over Sysselmestre på Svalbard
- Lars Fause (2021– )[4]